# Leandra magnipetala
Leandra magnipetala är en tvåhjärtbladig växtart som beskrevs av R. Goldenb och E. Camargo. Leandra magnipetala ingår i släktet Leandra och familjen Melastomataceae. Inga underarter finns listade i Catalogue of Life.